# Таганрогский троллейбус
Таганро́гский тролле́йбус — закрытая система общественного троллейбусного транспорта в городе Таганроге Ростовской области России. Открыта 25 декабря 1977 года.
В Таганроге с 5 мая 2022 года движение троллейбусов прекращено из-за износа контактной сети и тяговых подстанций.  Решение о возобновлении работы или об окончательной ликвидации или восстановлении движения пока не принято.

Взамен троллейбусов с 14 июня 2024 года на маршруты вышли электробусы, которые дублируют ранее существовавшие троллейбусные маршруты №2, обозначенный как 2-Т и частично №5 и №7, объединённые в 5/7-Т. По словам администрации города, троллейбусную концессию в городе также планирует осуществить ООО «ГТР Синара-Таганрог». Сроки не озвучиваются.
Хронология открытия маршрутов:
- 1 ноября 1977 года осуществлён пробный рейс от пл. Восстания до ж.д. вокзала Таганрог-1 (по улице Дзержинского).
- 25 декабря 1977 года открыто движение по маршруту ж.д. вокзал Таганрог-1 — завод «Красный котельщик» (по улицам Дзержинского и Ленина. В 1978 году получил нумерацию и стал маршрутом № 2, а в 1994 году был продлён до Северного посёлка в микрорайон «ПМК»).
- В 1978 открыт маршрут № 1 Ж.д. вокзал Таганрог-1 — завод им. Димитрова (по улице Дзержинского, Гоголевскому переулку, улицам Ломакина и Инструментальной).
- В 1979 открыт маршрут № 3 «завод им. Димитрова — 26-й магазин» (по улицам Инструментальная, Свободы и Транспортной. В 2002 году был продлён до конечной остановки «Кладбище», и в 2007 году был продлён до новой конечной остановки «Кирпичный завод»).
- в 1988 открыт маршрут № 4 — "завод им. Димитрова — микрорайон «Русское поле» (по улицам Инструментальная, Свободы, Транспортная и Чехова).
- в 1990 открыт маршрут № 5 — микрорайон «Русское поле» — пл. Восстания (по улицам Чехова, Гоголевскому переулку, улице Ленина. В 1993 маршрут продлён по улице Дзержинского до ж.д. вокзала Таганрог-1).
- В конце 1990-х г.г. открыт маршрут № 7 Завод «Красный котельщик» — площадь Авиаторов (по улице Ленина, Гоголевскому переулку, улицам Ломакина и Инструментальной).
- В июне 2009 года открыт маршрут № 8 микрорайон «ПМК» — Кирпичный Завод (примерно в июле/августе 2011 года маршрут был остановлен по причине малого пассажиропотока).
- 5 мая 2022 года остановлены все троллейбусные маршруты.
- С 14 июня 2024 года электробусы полностью дублируют ранее закрытые троллейбусные маршруты №2 (присвоена новая нумерация №2-Т), частично маршруты №5 и №7 (присвоена нумерация №5/7-Т). По словам администрации города, троллейбусную концессию в городе также планирует осуществить ООО «ГТР Синара-Таганрог». Сроки не озвучиваются.

## Подвижной состав
| Модель                   | Кол-во всего/работающих |
| ------------------------ | ----------------------- |
| ВМЗ-52981 «Лидер»        | 1 / 0                   |
| ВМЗ-5298.01 «Авангард»   | 1 / 0                   |
| Тролза 5265 «Мегаполис»* | 8 / 0                   |
| Всего                    | 10 / 0                  |

В рамках помощи регионам, на безвозмездной основе из Москвы в Таганрог прибыло 10 единиц троллейбусов марки «Тролза-5265 „Мегаполис“», ранее эксплуатировавшихся на линиях столицы. Ранее в городе эксплуатировались различные модели троллейбусов, в том числе ЗиУ-682 (различных модификаций), БТЗ-5201, ВЗТМ-5284.02, DAF Den Oudsten B79T-KM560 / Kiepe, Steyr STS 11 HU.

## Маршруты
На момент закрытия в городе действовало 5 троллейбусных маршрутов:
- № 1 Площадь Авиаторов — Вокзал Таганрог-1
- № 2 Завод «Красный котельщик» — микрорайон «ПМК»
- № 3 Площадь Авиаторов — Кирпичный завод
- № 4 Площадь Авиаторов — микрорайон «Русское поле», на маршруте работал 1 троллейбус по будням в часы пик
- № 7 Завод «Красный котельщик» — площадь Авиаторов